# Storm Roux
Pour les articles homonymes, voir Roux.
Storm Roux, né le 13 janvier 1993 à Somerset West en Afrique du Sud, est un footballeur international néo-zélandais. Il joue au poste d'arrière droit au Melbourne Victory en A-League. Il possède également les passeports sud-africain et australien.

## Biographie

### Carrière internationale
Storm Roux est sélectionné en sélection néo-zélandaise des moins de 20 ans pour la Coupe du monde des moins de 20 ans de 2013 qui se déroule en Turquie, où il joue tous les matchs en tant que titulaire.
Il honore sa première sélection en équipe nationale le 19 novembre 2013 lors d'un match des éliminatoires de la Coupe du monde 2014 lors du barrage intercontinental contre le Mexique (défaite 4-2).
Il compte neuf sélections en équipe de Nouvelle-Zélande depuis 2013.